# Verena Gräfin von Roedern
Verena Gräfin von Roedern (* 28. Mai 1955 in Erbach) ist eine deutsche Diplomatin. Sie war auf ihrem letzten Posten Generalkonsulin in Bordeaux, Frankreich.

## Ausbildung und Studium
Nach dem Abitur 1974 am Gymnasium Michelstadt absolvierte Gräfin von Roedern zwischen 1975 und 1981 ein Studium der Rechtswissenschaften an der Ruprecht-Karls-Universität Heidelberg sowie an der Ludwig-Maximilians-Universität München und belegte darüber hinaus in dieser Zeit einen Studienaufenthalt an der Sorbonne, an der sie ein Semester Französisch studierte. Nach dem Ersten Juristischen Staatsexamen 1981 in München und darauf folgenden Rechtsreferendariat absolvierte sie 1983 ihr Zweites Juristisches Staatsexamen in München.

## Auswärtiger Dienst
Nach dem Eintritt in den Auswärtigen Dienst 1984 und der anschließenden Laufbahnprüfung für den höheren Dienst 1986 folgte eine Verwendung als Referentin in der Kulturabteilung des Auswärtigen Amtes und danach als Konsulin am Generalkonsulat in Kalkutta von 1987 bis 1989, wobei sie 1988 für drei Monate an die Botschaft in Australien abgeordnet war.
Zwischen 1989 und 1992 war sie als Legationsrätin Erster Klasse an der Botschaft in Irland Erste Sekretärin für Rechts- und Kulturelle Angelegenheiten und dann bis 1994 Referent in der Rechtsabteilung des Auswärtigen Amtes in Bonn, ehe sie zwischen 1994 und 1999 Botschaftsrätin und Wirtschaftsreferentin an der Botschaft in Frankreich war.
Gräfin von Roedern war von 1999 bis Februar 2003 stellvertretende Leiterin des Referates für Internationale Forschungs- und Technologiepolitik in der Abteilung 4 (Wirtschaft und nachhaltige Entwicklung) des Auswärtigen Amtes und im Anschluss Generalkonsulin in Karatschi, ehe sie zwischen 2006 und 2008 Leiterin des Referats für Antarktis, Seerecht, Luft- und Weltraumrecht im Auswärtigen Amt war.
Von Juli 2008 bis August 2012 war Verena Gräfin von Roedern als Nachfolgerin von Franz Ring Botschafterin in Nepal. Zum August 2012 wechselte sie als Generalkonsulin an das Generalkonsulat Edinburgh, während der bisherige Botschafter in Sambia, Frank Meyke, ihr Nachfolger als Botschafter in Nepal wurde. Im Juli 2015 wurde Jens-Peter Voss neuer Generalkonsul in Edinburgh und Gräfin von Roedern ging als Ständige Vertreterin an die Botschaft in Den Haag
Seit Juli 2018 ist sie Generalkonsulin in Bordeaux, Frankreich.